# Heavy Horses
Heavy Horses is het tweede van een trilogie van folkrockalbums van de Britse progressieve-rockband Jethro Tull, uitgebracht in 1978.

## Thema
Het album borduurt thematisch voort op Songs from the Wood, maar muzikaal is het een stuk donkerder en ligt de nadruk iets meer op het 'rock' in folkrock. Ook dit album bevat weer nummers over het Engelse plattelandsleven met zijn dieren, en over de verstedelijking daarvan.
Uit ...And The Mouse Police Never Sleeps:
"Muscled, black with steel-green eye
swishing through the rye grass
with thoughts of mouse-and-apple pie.
Tail balancing at half-mast."
"Look out, little furry folk!
He's the all-night working cat.
Eats but one in every ten
leaves the others on the mat."

## Nummers
1. ...And The Mouse Police Never Sleeps
2. Acres Wild
3. No Lullaby
4. Moths
5. Journeyman
6. Rover
7. One Brown Mouse
8. Heavy Horses
9. Weathercock
10. Living In These Hard Times¹
11. Broadford Bazaar¹

¹Bonusnummers op de digitaal geremasterde versie.

## Bezetting
- Ian Anderson (dwarsfluit, akoestische gitaar, elektrische gitaar, mandoline, zang)
- Martin Barre (elektrische gitaar)
- Barriemore Barlow (drums, percussie)
- John Glascock (basgitaar)
- John Evan (piano, orgel)
- David Palmer (portatief orgel, keyboards, arrangement voor orkest)

Gastmuzikant:
- Darryl Way (viool)